# Reissert反应
Reissert反应（Reissert reaction）通过一系列反应而将喹啉转化为喹啉-2-羧酸。先用喹啉类与酰氯和氰化钾反应生成1-酰基-2-氰基-1,2-二氢喹啉衍生物（即Reissert化合物），然后再进行水解，制得喹啉-2-羧酸。
亦可用异喹啉类和多数吡啶类化合物作为此反应的底物。
反应综述：